# 長門美保歌劇団
長門美保歌劇団（ながとみほかげきだん）は、日本のオペラ団体である。

## 概要
1945年（昭和20年）長門美保を看板歌手、夫の鈴木雄詞がプロデューサーとなるかたちで、「長門美保歌劇研究所」を結成。
創立当時集まったメンバーは、スタッフについては指揮がヘルムート・フェルマー、副指揮が奥田耕天、演出が靑山杉作、装置が伊藤熹朔、照明が大庭三郎。歌手は柴田睦陸、秋元淸一、栗本尊子、高木淸、渡邊高之助、村尾護郎、三好百合子、土屋茂樹、栗本正などであった。
1946年（昭和21年）11月プッチーニ『蝶々夫人』で旗上げを行った。また、1948年（昭和23年）にアーサー・サリヴァン『ミカド』を日本人による日本語ではじめて上演し、この2作品が同歌劇団のレパートリーの柱となる。
1948年（昭和23年）に「長門美保歌劇団」と改称。
戦後しばらくは、藤原歌劇団が東宝のバックアップを受け、長門美保歌劇団が松竹のバックアップを受けることで、日本の二大歌劇団の様相を呈したが、東宝争議により東宝音楽協会が解散すると、松竹は長門美保歌劇団に限らずバックアップを行なうようになり、さらに1952年（昭和27年）に二期会が結成されると、歌劇団は群雄割拠の状況となった。
その中で、長門美保歌劇団のレパートリーは、上記に加え、大衆に親しみやすいオペレッタや、ドヴォルザーク、スメタナ、ヤナーチェク、モニューシュコ、カールマンなど、東欧圏のオペラの紹介などに個性を発揮していった。
特に日本語によるわかりやすいオペラの普及につとめ、代表の長門美保自ら訳詞も行ない、手掛けたオペラはほとんど日本語である。また、長門美保自身による演出も数多く行われた。
1980年（昭和55年）夫の鈴木雄詞が死去。
1985年10月29 - 30日のアーサー・サリヴァン『ヴェニスの恋（ゴンドリエーレ）』の公演が最後となっている。

## 主な公演
- 長門美保歌劇研究所 プッチーニ『蝶々夫人』 1946年11月2日（2回）3日（2回）[脚注 1] 東京劇場[6][7]
- 長門美保歌劇研究所 カール・マリア・フォン・ウェーバー『魔彈の射手』 1947年9月4日（2回）5日（2回）6日（2回）7日（3回）8日（2回） 東京劇場[8][9]
- 長門美保歌劇研究所 アーサー・サリヴァン『ミカド』 1948年1月29日（2回）30日（2回）31日（2回）2月2 - 3日 日比谷公会堂[10][11]
- 長門美保歌劇團 大阪初公演 プッチーニ『蝶々夫人』 1948年5月29日 - 30日（2回）31日（2回） 大阪歌舞伎座[12]
- 長門美保歌劇團 プッチーニ『蝶々夫人』 1948年8月28日（2回）29日（2回）30日（2回）31日（2回）9月1日（2回）2日（2回）3日（2回） 東京劇場[13][14]
- 長門美保歌劇團 アーサー・サリヴァン『ミカド』 1948年9月29 - 30日 京都四條南座、1948年10月1 - 6日 大阪歌舞伎座[15]
- 長門美保歌劇団 プッチーニ『蝶々夫人』 1948年10月8日（2回）9日（2回）10日（2回） 名古屋市公会堂[16]

- 長門美保歌劇團 アーサー・サリヴァン『ミカド』訳 1948年12月25日（2回）26日（2回）27日（2回）28日（2回） 東京劇場[17][18]
- 長門美保歌劇團 ジャン・カルロ・メノッティ『泥棒とオールドミス』 1949年2月4日（2回）5日（2回）6日（2回）7日（2回）8日（2回）9日（2回）10日（2回） 新橋演舞場）[19][20]※日本初演[21]
- 長門美保歌劇團 ベートーヴェン『フィデリオ』 1949年2月12日（2回）13日（2回）14日（2回）15日（2回）16日（2回）17日（2回）18日（2回）19日（2回）20日（2回）21日（2回）22日（2回）23日（2回）24日（2回） 新橋演舞場[22][23]
- 長門美保歌劇團 プッチーニ『蝶々夫人』 1950年4月9日（2回）16日（2回）23日（2回） 日比谷公会堂[24][25]
- 長門美保歌劇團 モーツァルト『フィガロの結婚』 1950年6月11日 日比谷公会堂[26]
- 長門美保歌劇団 アーサー・サリヴァン『ミカド』 1951年7月1-3日 大阪・北野劇場 4日神戸松竹座[27]
- 長門美保歌劇団 アーサー・サリヴァン『ミカド』 1951年9月21-23日 日比谷公会堂[27]
- 長門美保歌劇団 アーサー・サリヴァン『ミカド』 1952年2月7日・3月20日 アーニー・パイル劇場[28]
- 長門美保歌劇団 プッチーニ『蝶々夫人』 1952年5月15 - 16日 アーニー・パイル劇場[28]
- 長門美保歌劇団 ビゼー『カルメン』 1952年7月31日 - 8月1日 アーニー・パイル劇場[28]
- 東京芸術大学 藤原歌劇団 長門美保歌劇団 二期会 東京オペラ協会 関西オペラグループ モーツァルト『フィガロの結婚』 1952年11月16日（2回） - 21 - 23日（2回） 仙台劇場 静岡市公会堂 御園座[29]
- 大阪勞音11月例會・東京芸術大学 藤原歌劇団 長門美保歌劇団 二期会 東京オペラ協会 関西オペラグループ モーツァルト『フィガロの結婚』 1952年11月24 - 25 - 26日（2回） - 27 - 28 - 29日（2回）30日（2回） - 12月1 - 2日（2回） 大阪産経会館[30]
- 東京芸術大学 藤原歌劇団 長門美保歌劇団 二期会 東京オペラ協会 関西オペラグループ モーツァルト『フィガロの結婚』 1952年11月27 - 28日（2回） - 29日（2回） 歌舞伎座 12月3日 日比谷公会堂で再演[31][32]
- 長門美保歌劇団 プッチーニ『蝶々夫人』 1954年1月15日 日本青年館ホール[33]
- 長門美保歌劇団10周年記念 長門美保歌劇団 アーサー・サリヴァン『ミカド』 1955年5月1 - 2 - 3 - 4 - 5日 産経ホール[34]
- 大阪労音4月例会・長門美保歌劇団 ジャン・カルロ・メノッティ『泥棒とオールド・メイド』『電話』 1956年4月11 - 12 - 13 - 14日（2回）15日（2回） - 16 - 17 - 18 - 19 - 20 - 21 - 22日（2回） 毎日会館、23 - 24日 尼崎文化会館[35]
- 藤原歌劇団 レオンカヴァッロ『パリアッチ（道化師）』 1957年5月30 - 31日 日比谷公会堂[36]
- 長門美保歌劇団 西崎嘉太郎『髭櫓』※初演[37] 奥村一『人待つ女』※初演[38]  1958年11月8 - 9日（2回） 九段会館ホール[39]
- 長門美保歌劇団 ドヴォルザーク『ルサルカ』 1959年11月24 - 25 - 26 - 27日 社会事業会館ホール[40]※日本初演[41]
- 長門美保歌劇団 アーサー・サリヴァン『ミカド』 1970年2月13 - 14日 国立劇場大劇場[42]
- 長門美保歌劇団・コンセール・アミ ドヴォルザーク『ルサルカ（水の精）』 1971年3月25 - 26日 都市センターホール[43]
- 長門美保歌劇団 ヴィクトール・マッセ『ジャンネットの結婚』 1972年1月31日 - 2月1日 虎ノ門ホール[44]※日本初演[45]
- 長門美保歌劇団 アーサー・サリヴァン『ミカド』 1972年3月20 - 21日 虎ノ門ホール[46]
- 長門美保歌劇団・コンセール・アミ モーリス・ティリエ『恋はばら色（宿屋の女主人）』 1972年10月3 - 4日 東京郵便貯金ホール[47]※日本初演[48]
- 三越創業300年記念 長門美保歌劇団 ヴィクトール・マッセ『ジャンネットの結婚』 1972年11月21 - 22 - 23日（2回） 三越劇場[49]
- 長門美保歌劇団 ドヴォルザーク『ルサルカ』 1973年2月17 - 18日 東京文化会館大ホール[50]
- 長門美保楽壇生活40年記念 オッフェンバック『地獄のオルフェ（天国と地獄）』 1973年11月16日・18日 東京文化会館大ホール[51]
- 長門美保歌劇団 スメタナ『売られた花嫁』 1974年2月14 - 15日 東京文化会館大ホール[52]
- 長門美保歌劇団 オッフェンバック『ラ・ぺリコール』 1974年11月19 - 20日 中野サンプラザホール[53]
- 長門美保歌劇団30周年記念 長門美保歌劇団 プッチーニ『蝶々夫人』 1975年2月13 - 14日 東京文化会館大ホール[54]
- 長門美保歌劇団創立30周年記念公演 その2 モニューシュコ『ハルカ』 1975年7月3 - 4日 NHKホール[55]※日本初演[56]
- 長門美保歌劇団 スッペ『ボッカチョ』 1976年2月25日・27日 東京文化会館大ホール[57]
- 長門美保歌劇団 ヤナーチェク『イェヌーファ』 1976年12月1 - 2日 東京文化会館大ホール[58]※日本初演[59]
- 長門美保歌劇団 スッペ『ボッカチョ』 1977年7月7日 - 8日（2回） NHKホール[60]
- 長門美保歌劇団 ドヴォルザーク『ルサルカ（水の精）』 1977年11月14 - 15日 東京文化会館大ホール[61]
- ミカド日本初演30周年記念 長門美保歌劇団 アーサー・サリヴァン『ミカド』 1978年2月10 - 11日（2回） 東京文化会館大ホール[62]
- 長門美保歌劇団 山田耕筰『黒船』 1978年9月7日・14日 日比谷公会堂[63]
- 長門美保歌劇団 オッフェンバック『天国と地獄（地獄のオルフェ）』 1979年1月16 - 17 - 18日 東京文化会館大ホール[64]
- 長門美保歌劇団 モニューシュコ『幽霊屋敷』 1979年6月16日・18日 東京文化会館大ホール[65]
- 長門美保オペラ生活45周年記念 プッチーニ『蝶々夫人』 1979年10月26 - 27日（2回） 歌舞伎座[66]
- 長門美保歌劇団 ヴェルディ『椿姫』 1980年2月6 - 7日 東京文化会館大ホール[67]
- 長門美保歌劇団 マスカーニ『カヴァレリア・ルスティカーナ』※原語、レオンカヴァッロ『道化師』 1980年7月3日・4日 日比谷公会堂[68]
- 長門美保歌劇団 モニューシュコ『伯爵夫人』 1980年12月2 - 3日 新宿文化センター大ホール[69]※日本初演[70]
- 長門美保歌劇団 オッフェンバック『ラ・ぺリコール』 1981年10月17日 東京文化会館大ホール[71]
- 長門美保歌劇団 初演より35周年記念公演 アーサー・サリヴァン『ミカド』 1981年7月3 - 4日 東京文化会館大ホール[72]
- 長門美保歌劇団 ジャン・カルロ・メノッティ『泥棒とオールドミス』 1982年2月1 - 2 - 3日 虎ノ門ホール[73]

- 長門美保叙勲記念 長門美保歌劇団 スッペ『ボッカチョ』 1982年7月7 - 8日 ゆうぽうと簡易保険ホール[74]
- 長門美保歌劇団 カールマン『チャルダッシュ姫』 1982年12月22 - 23日 新宿文化センター大ホール[75]※日本初演[76]
- 長門美保歌劇団 ヴィクトール・マッセ『ジャンネットの結婚』 1983年2月16 - 17 - 18日 ヤマハホール[77]
- 長門美保歌劇団 プッチーニ『ラ・ボエーム』 1983年4月8 - 9日（2回） 東京文化会館大ホール[78]
- 長門美保歌劇団 プッチーニ『蝶々夫人』 1983年10月6 - 7日 新宿文化センター大ホール[79]
- 長門美保歌劇団 アーサー・サリヴァン『ミカド』 1984年1月24 - 25日 東京郵便貯金ホール[80]
- 長門美保歌劇団 ドニゼッティ『愛の妙薬』 1984年7月5 - 6日 新宿文化センター大ホール[81]
- 長門美保歌劇団 カールマン『チャルダッシュ姫』 1985年1月23 - 24日 ゆうぽうと簡易保険ホール[82]
- 長門美保歌劇団 アーサー・サリヴァン『ヴェニスの恋（ゴンドリエーレ）』 1985年10月29 - 30日 新宿文化センター大ホール[5]※日本初演[83]